# Bonnac-la-Côte
Bonnac-la-Côte (okzitanisch: Bonac) ist eine französische Gemeinde mit 1.644 Einwohnern (Stand: 1. Januar 2022) im Département Haute-Vienne in der Region Nouvelle-Aquitaine; sie gehört zum Arrondissement Limoges und zum Kanton Ambazac. Die Einwohner werden Bonnacois(es) genannt.

## Geographie

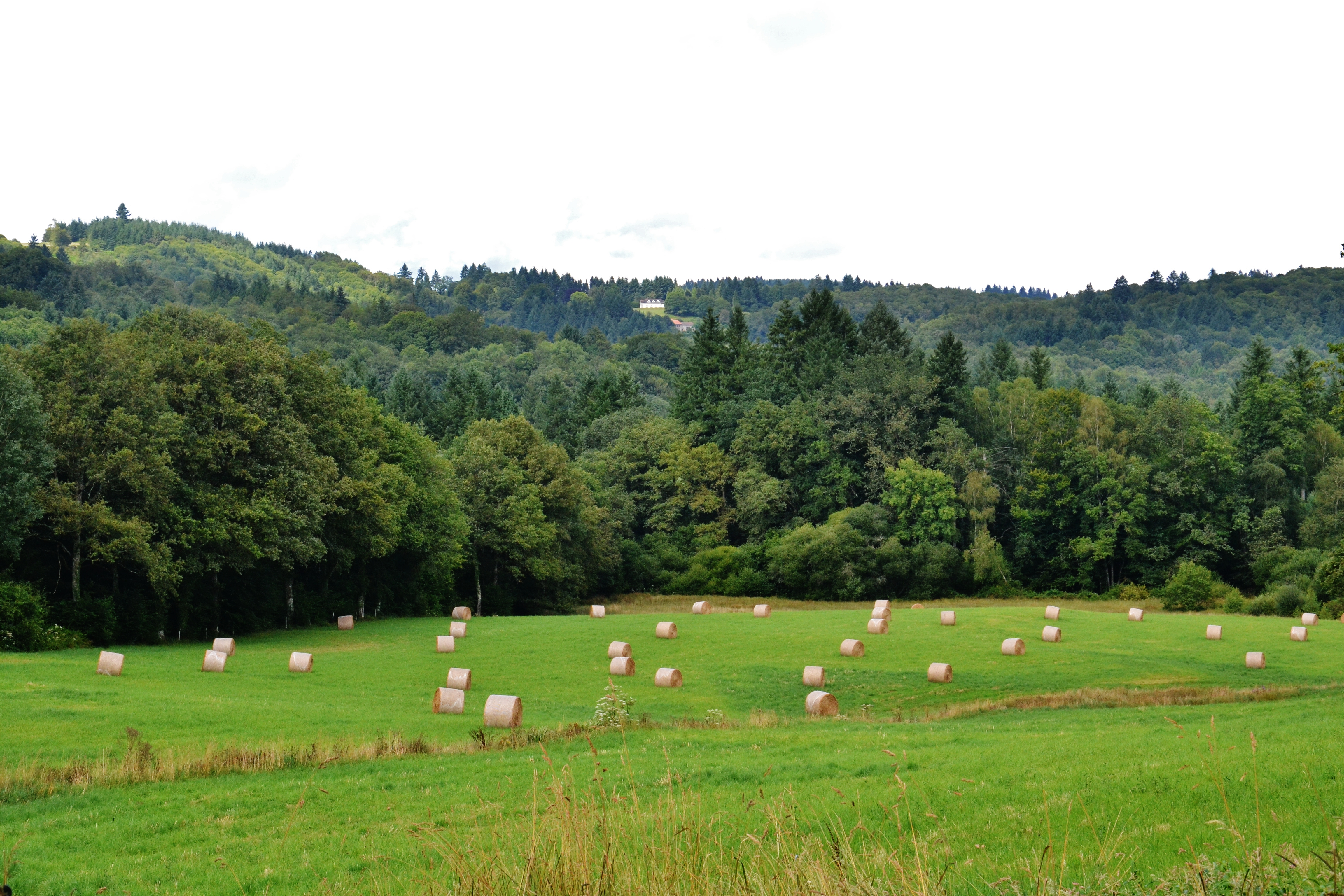
Monts d’Ambazac

Bonnac-la-Côte liegt am Rande des Bergmassivs Monts d’Ambazac etwa 13 Kilometer nordnordöstlich von Limoges. Der Fluss Cane, ein Nebenfluss der Vienne, bildet abschnittsweise die natürliche Grenze zur Nachbargemeinde Ambazac.
Umgeben wird Bonnac-la-Côte von den Nachbargemeinden Compreignac im Norden, Saint-Sylvestre im Nordosten, Ambazac im Osten, Rilhac-Rancon im Südosten, Limoges im Süden, Chaptelat im Südwesten sowie Saint-Jouvent im Westen und Nordwesten.
Durch die Gemeinde führt die Autoroute A20.

## Bevölkerungsentwicklung

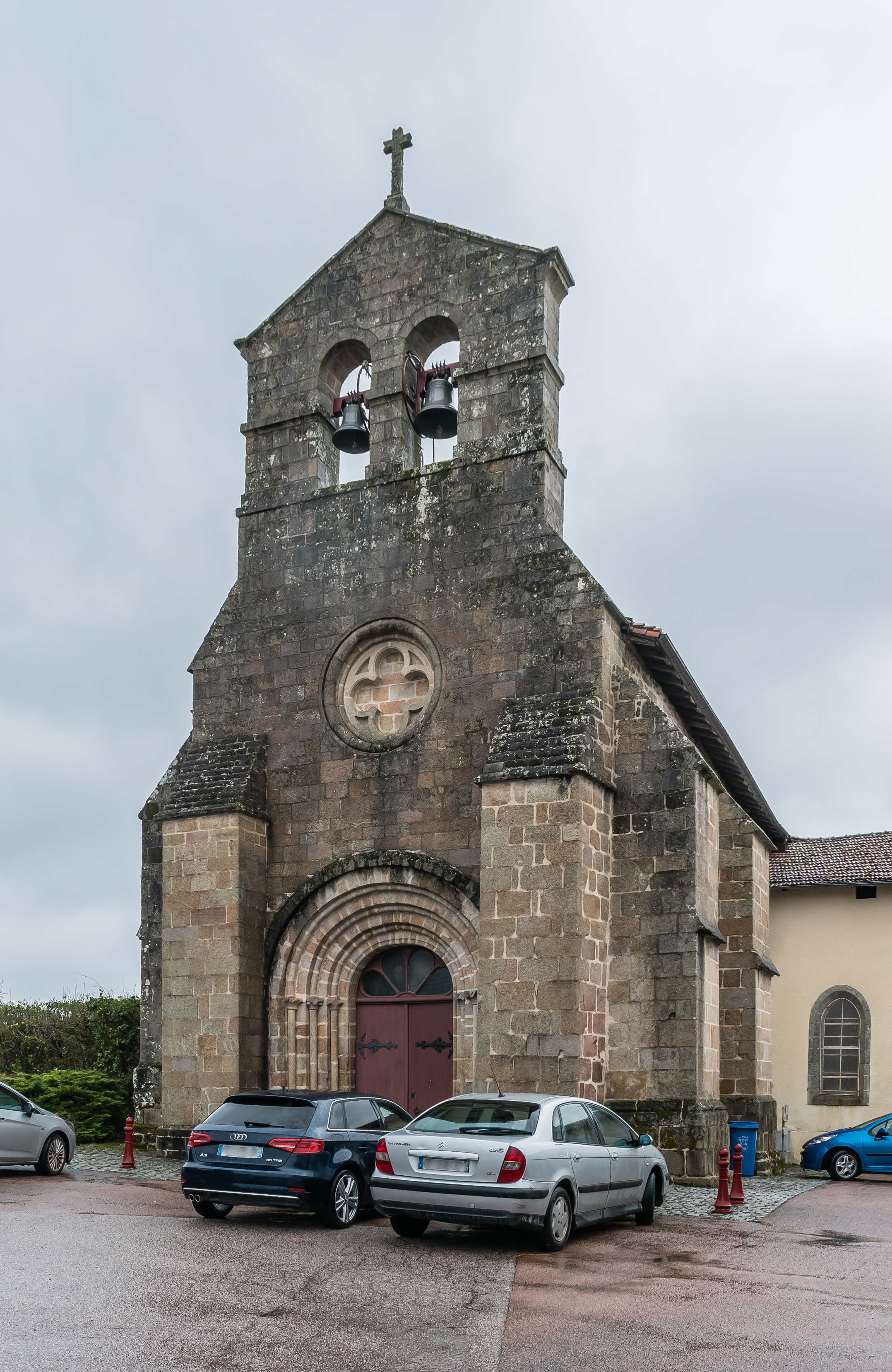
Kirche Saint-Saturnin

| Jahr                       | 1962 | 1968 | 1975 | 1982 | 1990 | 1999 | 2006 | 2013 | 2020 |
| Einwohner                  | 805  | 841  | 719  | 805  | 998  | 1166 | 1374 | 1657 | 1655 |
| Quellen: Cassini und INSEE |      |      |      |      |      |      |      |      |      |

## Sehenswürdigkeiten
- Kirche Saint-Saturnin
- Schloss, See und Mühle von Leychoisier aus dem 15. Jahrhundert
- Schloss Saint-Antoine
- Schloss Teillet